# Anselme Gaëtan Desmarest
Aquest autor és citat en taxonomia animal amb el nom «Desmarest».
Anselme Gaëtan Desmarest (1784 - 4 de juny del 1838) fou un zoòleg i autor francès. Era fill de Nicolas Desmarest.
Desmarest publicà Histoire Naturelle des Tangaras, des Manakins et des Todiers (1805), Considérations générales sur la classe des crustacés (1825), Mammalogie ou description des espèces des Mammifères. Paris: Veuve Agasse(1820), i Dictionnaire des Sciences Naturelles (1816-30, amb André Marie Constant Duméril). El seu fill Eugène Anselme Sébastien Léon Desmarest (1816-1889) també fou zoòleg.